# Gnathonarium biconcavum
Gnathonarium biconcavum är en spindelart som beskrevs av Tu och Li 2004. Gnathonarium biconcavum ingår i släktet Gnathonarium och familjen täckvävarspindlar. Inga underarter finns listade i Catalogue of Life.